# Maternità (film 1924)
Maternità (Mutter und Kind) è un film muto del 1924 diretto da Carl Froelich.

## Produzione
Il film fu prodotto dalla Europäische Film-Allianz e Carl Froelich-Film GmbH (I)

## Distribuzione
Distribuito dalla Bayerische Film e ottenuto il visto di censura il 22 agosto 1924, il film fu presentato in prima in Svizzera, a Zurigo, il 22 ottobre di quello stesso anno. Il 13 novembre, fu proiettato a Berlino. In Italia, dove uscì nel febbraio 1925, il film prese il titolo di Maternità.